# اوشترهاودرفهن
اوشترهاودرفهن (به آلمانی: Ostrhauderfehn) یک شهر در آلمان است که در لر واقع شده‌است. اوشترهاودرفهن ۱۰٬۷۰۸ نفر جمعیت دارد.